# Arina Averina

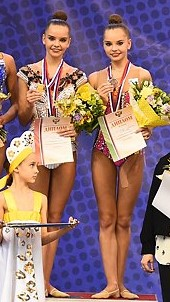
Dina y Arina Averina

Arina Avérina (Zavolzhie, Rusia, 13 de agosto de 1998) es una gimnasta rítmica rusa. Es dos veces (2017, 2019) medallista de plata mundial en el concurso general, dos veces campeona europea (2018 y 2021) y medallista de bronce en la final del Gran Prix de 2016. A nivel nacional, es tres veces (2019-2021) campeona nacional de Rusia en el concurso general y dos veces (2015, 2017) medallista en dicho concurso. Su hermana gemela idéntica Dina Averina también es una destacada gimnasta rítmica. 

## Vida personal
Nacida de padres Ksenia Avérina y Alekséi Averin, Arina junto con su hermana gemela Dina comenzaron a hacer gimnasia a los 4 años. Arina nació el 13 de agosto de 1998. Arina nació 20 minutos antes que Dina. Si bien ambas tienen lunares en la parte superior del pómulo (cerca de la oreja derecha), Arina lo tiene en la parte superior derecha, mientras que Dina lo tiene en la parte inferior derecha. Arina tiene una cicatriz sobre su ojo derecho, causada después de un accidente con un garrote. También tienen una hermana mayor, Polina. Arina y Dina comparten la misma cuenta de Instagram.

## Carrera

### Júnior
Las gemelas Avérina entrenaron con su primera entrenadora Larisa Belova hasta que se convirtieron en miembros de la selección rusa. Luego entrenaron en el Centro de Entrenamiento Olímpico en Moscú, donde ahora son entrenados por Vera Shatálina.
Las Avérinas comenzaron a aparecer en competencias internacionales en 2011. Compitieron en los Juegos Juveniles Ruso-Chinos de 2011, donde Arina terminó 5.ª en la general y Dina ganó la medalla de oro en la general. En 2012, Arina terminó undécima en el Campeonato Juvenil de Rusia.  Arina y Dina compitieron en la Copa Venera en Eilat, Israel, donde Arina ganó el bronce en la general; también se llevó plata en aro y medallas de bronce en pelota, palos y listón.  En la International MTM Cup en Ljubljana (con sus compañeras de equipo Aleksandra Soldátova y Dina Avérina), ganó la medalla de oro por equipos.
En 2013, Arina terminó quinto en el Campeonato Juvenil de Rusia 2013.  Compitió en la división Júnior en la Happy Caravan Cup en Taskent y ganó el oro por equipos con Dina Avérina. En los 6.º Juegos de Verano de Estudiantes de la Spartakiada rusa de 2013, Arina ganó la medalla de plata en todos los aspectos.

### Sénior
En la temporada 2014, Arina debutó en el Gran Premio de Moscú 2014 compitiendo en la división de torneos internacionales sénior, donde ganó la medalla de plata completa detrás de su hermana gemela Dina. Luego, Arina compitió en el torneo internacional Grand Prix Holon 2014 y ganó el oro completo. Su siguiente competencia fue en el Baltic Hoop de 2014, donde ganó la plata por detrás de Aleksandra Soldátova. En la final del evento: ganó oro en pelota, 2 medallas de plata (palos, listón) y bronce en aro. Del 23 al 27 de abril, Arina compitió en la categoría absoluta en el Campeonato de Rusia de 2014, donde terminó séptima en la categoría general.
En la temporada 2015, Arina comenzó su temporada en el Gran Premio de Moscú de 2015. Luego compitió en el Torneo Internacional de Gimnasia Rítmica Corbeil-Essonnes, donde ganó la medalla de oro por delante de su hermana gemela Dina Avérina , ganó el oro en las 4 finales del evento (aro, pelota, palos, listón). Del 7 al 9 de agosto, Arina compitió en el MTK Budapest colocándose en el tercer lugar detrás de Maria Titova. En finales de aparatos, ganó una plata en pelota y un bronce en aro. Luego, Arina se llevó la medalla de plata en el All-Around en el Torneo Internacional de Dundee 2015 en Sofía, detrás de su hermana gemela Dina.
En 2016, Arina comenzó su temporada compitiendo en el Gran Premio de Moscú de 2016 y ocupó el tercer lugar en la final de aparatos: ganó el oro en la cinta y la plata en los clubes.  Del 17 al 20 de marzo, Arina compitió en la Copa del Mundo de Lisboa 2016, donde terminó quinta en la general con un total de 70.400 puntos, se clasificó en 2 finales del evento y se llevó la medalla de plata (empatada con su compañera de equipo Aleksandra Soldátova). y se colocó 4.º en bola. En el evento número 30 del Gran Premio de Thiais en París , Arina terminó en quinto lugar en las finales de aparatos completos y clasificó 2 y terminó en cuarto lugar en clubes y cinta.  Arina terminó cuarta en el all-around en elCampeonato de Rusia 2016 celebrado en Sochi. Del 6 al 8 de mayo, Arina compitió en el Gran Premio de Brno, donde terminó quinta en el todoterreno detrás de Victoria Veinberg Filanovsky. Del 13 al 15 de mayo, Arina ganó la plata general en el Gran Premio de Bucarest con un total de 73.600 puntos, se clasificó para todas las finales de aparatos: medalla de plata en pelota, bronce en palos, cinta y cuarta en aro. Del 27 al 29 de mayo, Arina terminó 4.ª en el all-around de la Copa del Mundo de Sofía 2016 con un total de 73.450 puntos, se clasificó para todas las finales de aparatos y ganó el bronce en aro, tréboles, quedó 4.ª en pelota, 7.ª en listón. Del 1 al 3 de julio, Arina compitió en la Copa del Mundo de Berlín 2016, sin embargo, se retiró después del primer día de calificaciones porque sufrió una lesión en la mano. Del 22 al 24 de septiembre, Arina compitió en la final del Gran Premio de 2016 en Eilat, Israel, donde ganó la medalla de bronce con un total de 73.916 puntos, se clasificó en 2 finales de aparatos y se llevó medallas de plata en aro y cinta.
En 2017, la temporada de Arina comenzó en competencia en el Gran Premio de Moscú de 2017, donde ganó la medalla de bronce en todos los aspectos, se clasificó a la final de 1 aparato ganando la medalla de plata en cinta detrás de su hermana gemela Dina. Luego, Arina participó en el trofeo organizado Desio-Italia, donde ganó la medalla de plata en la medalla de oro en general y por equipos (junto con su hermana gemela Dina). Del 10 al 12 de marzo, Arina ganó la medalla de bronce general en el Campeonato de Rusia de 2017 detrás de Aleksandra Soldátova. Del 31 de marzo al 2 de abril, Arina compitió en el Gran Premio de Marbella de 2017, donde ganó plata en el all-around, ganó 2 medallas de bronce en pelota y tréboles. Del 21 al 23 de abril, Arina compitió en su primera Copa del Mundo de la temporada en la Copa del Mundo de Taskent 2017, donde ganó la plata en el all-around detrás de Dina Avérina, clasificó 3 finales de aparatos ganando oro en aro, pelota y cinta. Su siguiente evento fue en la Copa del Mundo de Bakú 2017, donde ganó su primera medalla de oro en todos los aspectos, se clasificó para todas las finales de aparatos obteniendo oro en aro, medallas de plata en pelota, cinta y bronce en clubes. Del 19 al 21 de mayo, en el Campeonato de Europa de 2017 en Budapest, Hungría, Arina fue miembro del equipo ruso ganador de oro (junto con las personas mayores: la hermana gemela Dina Avérina, Aleksandra Soldátova y el grupo júnior) anotando un total de 182.175 puntos, más de 11 puntos por delante de su equipo competidor más cercano, Bielorrusia. Arina clasificó a 2 finales de aparatos llevándose las medallas de oro en pelota y palos.  Del 23 al 26 de junio, Arina luego compitió en el Gran Premio de Holon 2017 llevándose el oro en el all-around por delante de su hermana Dina, clasificó dos finales de aparatos ganando oro en listón y plata en pelota. En los Juegos Mundiales cuatrienales de 2017 que se celebraron en Wrocław, Polonia, del 20 al 30 de julio, Arina ganó 3 medallas de oro en aro, pelota, cinta y una medalla de bronce en clubes.  Del 11 al 13 de agosto, Arina compitió en la Kazan World Challenge Cup 2017 y ganó la plata en el all-around detrás de Dina, se clasificó en todas las finales de aparatos y ganó 2 medallas de oro en pelota, cinta y 2 medallas de plata en aro, tréboles.  En los Campeonatos del Mundo de 2017 celebrados del 30 de agosto al 3 de septiembre en Pesaro, Italia, en el primer día de las finales de aparatos, Arina ganó oro en pelota (18.950) y plata en aro (19.000).  Al día siguiente, ganó otro oro en cinta (18.300) y bronce en tréboles (17.800). Durante las finales individuales, acumuló puntos en (aro: 18.150, pelota: 18.500, palos: 18.550, listón: 18.250) anotando un total de 73.450 puntos para ganar la medalla de plata detrás de su hermana gemela Dina Avérina. 
En 2018, recuperándose de una lesión fuera de temporada, la temporada de Arina comenzó en la competencia en el Gran Premio de Moscú 2018, donde ganó la medalla de plata en todos los aspectos, se clasificó para 3 finales de aparatos pero se retiró debido a una lesión en la mano. Participó en el Campeonato de Rusia de 2018, pero luego se retiró después de un aparato.
Del 24 al 25 de marzo, Arina regresó a la competencia en el Gran Premio de Thiais 2018, donde terminó quinta en la competencia general después de grandes errores con el balón. Se clasificó a dos finales de aparatos ganando oro con tréboles y plata con aro. Del 13 al 15 de abril, compitió en la Copa del Mundo de Pesaro 2018, donde ocupó el cuarto lugar en la clasificación general detrás de Linoy Ashram. Se clasificó a 3 finales de aparatos y ganó oro con aro, bronce con listón y quedó 4.º con tréboles. Del 4 al 6 de mayo, el próximo evento de Arina fue la Copa Mundial Desafío de Guadalajara 2018, donde ganó el bronce en el all-around, se clasificó a 3 finales de aparatos ganando oro con aro y tréboles y bronce con listón. Del 16 al 17 de mayo, Arina compitió en el 2018 Holon Grand Prix y ganó la medalla de oro con un total de 76.700 puntos por delante de su compañera de equipo Aleksandra Soldátova, que se clasificó en todas las finales de aparatos. Arina ganó oro en aro y plata en pelota, en sus dos últimos eventos: dejó caer dos veces sus palos colocándola en 6.º lugar y tuvo imprecisión con ejecuciones con listón colocándola en 5.º.

## Técnica de gimnasia
Arina es conocida por sus giros de pivote y su manejo limpio de aparatos. Arina puede ejecutar un pivote de anillo cuádruple y un pivote de anillo triple de Kanáieva. Arina también agrega con frecuencia giros penchee a su séquito de habilidades Element, mientras que su hermana Dina no ha incluido ni ejecutado este tipo de giro de pivote en una competencia desde 2012.

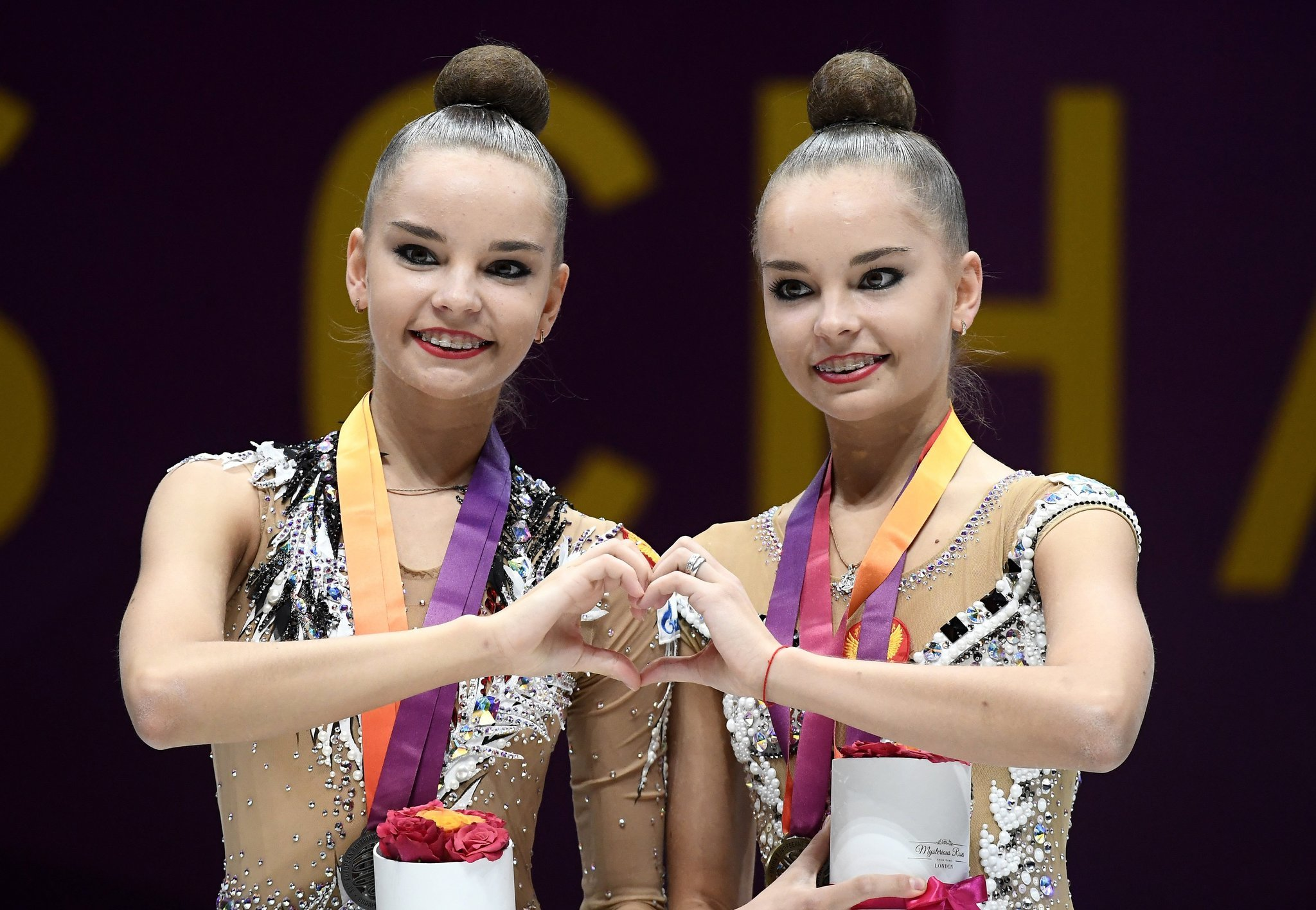
Arina (derecha) con su hermana Dina (2017).